# Marc Richards
Pour les articles homonymes, voir Richards.
Marc Richards est un footballeur anglais, né le 8 juillet 1982 à Wolverhampton en Angleterre. Il évolue actuellement à St Ives Town au poste d'attaquant.

## Biographie
Marc Richards fait ses débuts professionnels sous les couleurs de Blackburn Rovers. Entre 2000 et 2003, il est prêté dans différents clubs de divisions inférieures : Crewe Alexandra, Oldham Athletic, Halifax Town et Swansea City.
En 2003, il rejoint le club de Northampton Town en League Two (D4) où il s'impose comme un buteur prolifique. Après un nouveau prêt de deux mois à Rochdale, il intègre l'équipe de Barnsley en League One (D3). À l'issue des play-offs, le club est promu en Championship (D2). Richards inscrit six buts en 31 rencontres à ce niveau.
Il signe alors en faveur de Port Vale où il reste durant cinq saisons, une en League One et quatre en League Two, durant lesquelles il marque pas moins de 67 buts en faveur des Tykes. Le 24 mai 2012, il rejoint Chesterfield avec qui il remporte le titre de League Two avant de quitter le club et de prendre la direction de Northampton Town.

## Palmarès
Avec Northampton Town
- Championnat d'Angleterre D4
  - Champion : 2016